# Daniel Handler
Daniel Handler, noto anche con lo pseudonimo di Lemony Snicket (San Francisco, 28 febbraio 1970), è uno scrittore, sceneggiatore e fisarmonicista statunitense.
È l'autore di Una serie di sfortunati eventi, da cui è stato tratto il film Lemony Snicket - Una serie di sfortunati eventi, diretto da Brad Silberling, e la serie televisiva Una serie di sfortunati eventi trasmessa su Netflix.

## Biografia

Firma di Daniel Handler

Handler è nato a San Francisco, California, figlio di Sandra Handler (nata Walpole), preside in pensione del City College di San Francisco, e Louis Handler, un contabile. Suo padre era un rifugiato ebreo dalla Germania. Daniel Handler è lontanamente imparentato con lo scrittore britannico Hugh Walpole tramite sua madre. È stato educato alla religione ebraica. Ha una sorella minore, Rebecca Handler.
Vorace lettore fin dall'infanzia, il suo autore preferito era William Maxwell. Handler ha frequentato la Commodore Sloat Elementary, la Herbert Hoover Middle School e la Lowell High School. Si è laureato alla Wesleyan University nel 1992. È stato insignito del Connecticut Student Poet Prize del 1992, che sostiene sia stato guadagnato copiando Elizabeth Bishop. È stato alunno del San Francisco Boys Chorus.
È sposato con Lisa Brown, un'illustratrice che ha incontrato al college ed ha un figlio, Otto Handler, nato nel 2003. I tre vivono in una casa edoardiana a San Francisco.
Handler ha rivelato un atteggiamento ambivalente verso il suo benessere economico e le aspettative legate alla ricchezza nell'edizione del 10 giugno 2007 del New York Times Magazine. Ha affermato che spesso gli viene chiesto denaro per cause caritatevoli, che spesso dona: Handler e sua moglie hanno donato 1.000.000 di dollari a Planned Parenthood e ha sostenuto il movimento Occupy Wall Street.
Handler si descrive come umanista e ateo. Inoltre, ha affermato: "Non credo nei destini predeterminati, nell'essere ricompensato per i propri sforzi. Non credo nel karma. Il motivo per cui cerco di essere una brava persona è perché penso che sia la cosa giusta da fare. Se commetto meno cattive azioni, ci saranno meno cattive azioni, forse altre persone si uniranno a commettere meno cattive azioni e col tempo ce ne saranno sempre meno». Afferma di aver sviluppato una "coscienza femminista" durante gli anni del college.

### Accuse di commenti razzisti
Alla cerimonia dei National Book Awards nel novembre 2014, Handler ha fatto un'osservazione controversa dopo che l'autrice Jacqueline Woodson è stata premiata per il suo romanzo Brown Girl Dreaming. Durante la cerimonia, Handler ha scherzato dicendo che Woodson fosse "allergica all'anguria", un riferimento allo stereotipo razzista dell'anguria, molto diffuso in America. I suoi commenti sono stati immediatamente criticati e Handler si è scusato tramite Twitter, donando poi $ 10.000 all'organizzazione non-profit We Need Diverse Books, e promettendo di eguagliare le donazioni fino a $ 100.000.
In un editoriale del New York Times pubblicato poco dopo intitolato "The Pain of the Watermelon Joke", Jacqueline Woodson ha spiegato che "nel prendere alla leggera la storia profonda e travagliata [degli afroamericani]" con la sua battuta, Daniel Handler aveva dimostrato ignoranza, e ha sottolineato la necessità di "far comprendere alla gente la storia brillante e brutale di questo paese, così che nessuno pensi mai di poter salire su un palco una sera e ridere del passato troppo spesso doloroso degli altri".

### Accuse di commenti sessuali inappropriati
Nel febbraio 2018, Handler ha firmato una petizione online per boicottare le conferenze che non hanno e non applicano politiche sulle molestie sessuali. Sotto il suo commento, l'autrice Kate Messner ha raccontato un incidente in cui Handler le aveva fatto battute inappropriate, come "Sei vergine anche tu?!" e "Questi eventi sui libri per bambini si trasformano sempre in orge!". Ciò ha portato molte altre donne ad accusare Handler di molestie sessuali verbali alle conferenze sui libri; tra le accuse pubbliche ci sono storie di Handler che dice a una donna che aveva appena incontrato di baciare uno sconosciuto a caso, che fa commenti volgari a un'adolescente e che se ne va senza scusarsi quando viene affrontato in proposito, che chiama una sconosciuta "hot blonde" ("bionda bollente") e di aver fatto un doppio senso di fronte a bambini piccoli.
L'incidente fa parte del più ampio movimento Me Too.
Handler si è scusato per il suo comportamento, affermando che "non è mai stato mio desiderio insultare nessuno dei miei colleghi di lavoro", "il mio senso dell'umorismo non è per tutti", "come sopravvissuto a una violenza sessuale, so bene anche come parole o comportamenti innocui o addirittura liberatori per alcune persone possano turbare altre» e «Sto ascoltando e voglio ascoltare; sto imparando e ho voglia di imparare».
A seguito di questo, gli studenti della Wesleyan University hanno iniziato a protestare contro l'imminente discorso di inizio programmato di Handler all'università: nel marzo 2018, il presidente di Wesleyan Michael S. Roth ha annunciato che Handler si era ritirato dall'apparizione, per essere sostituito da Anita Hill.

## Opere

### Daniel Handler
- The Basic Eight (1995)
- Watch Your Mouth (2000)
- Adverbs (2006)
- Perché ci siamo lasciati (2013)
- Why We Broke Up (2011)
- We Are Pirates (2014)
- All the Dirty Parts (2017)

### Lemony Snicket
- Una serie di sfortunati eventi
  - Serie principale:
    - Un infausto inizio (1999)
    - La stanza delle serpi (1999)
    - La funesta finestra (2000)
    - La sinistra segheria (2000)
    - L'atroce accademia (2000)
    - L'ascensore ansiogeno (2001)
    - Il vile villaggio (2001)
    - L'ostile ospedale (2001)
    - Il carosello carnivoro (2002)
    - La scivolosa scarpata (2003)
    - L'atro antro (2004)
    - Il penultimo pericolo (2005)
    - La fine (2006)

  - Spin-off:

Firma di Lemony Snicket

    - Lemony Snicket: The Unauthorized Autobiography (2002)
    - The Dismal Dinner (2004)
    - The Beatrice Letters (2006)
    - 13 Shocking Secrets... Lemony Snicket (2006)
- All the Wrong Questions
  - Who Could That Be at This Hour? (2012)
  - When Did You See Her Last? (2013)
  - Shouldn't You Be In School? (2014)
  - Why Is This Night Different from All Other Nights? (2015)

## Discografia
Nel corso della sua carriera ha collaborato con The Magnetic Fields pubblicando degli album:
- 1999 – 69 Love Songs
- 2008 – Distortion
- 2010 – The Magnetic Fields
- 2012 – Love at the Bottom of the Sea

## Lemony Snicket
Il nome Lemony Snicket deriva dal primo libro di Handler, The Basic Eight (non edito in Italia). Handler voleva ricevere del materiale da organizzazioni che lo trovavano "offensivo o divertente", ma non voleva usare il suo vero nome, ed inventò Lemony Snicket come pseudonimo. Usò il nome anche per scrivere delle lettere burla ai giornali, fingendo di essere offeso da notizie di poco conto. Scrivendo Una serie di sfortunati eventi, lui e il suo editore decisero che il libro doveva essere pubblicato col nome del narratore stesso, e così fecero.

## Altre attività
Daniel Handler ha anche scritto e contribuito ad altri lavori col nome di Lemony Snicket, e in un'intervista dichiara:
Il primo di questi era una storia laica sulla natività, intitolata The Baby in the Manger (Il bambino nella stalla). Oltre a questa ha anche pubblicato The Lump of Coal (La massa di carbone), nel 2004, e The Latke Who Couldn't Stop Screaming (Il latke che non poteva smettere di urlare). Sempre come Snicket, Handler ha scritto un'introduzione e le appendici per The Bears' Famous Invasion of Sicily (la versione in lingua inglese de La famosa invasione degli orsi in Sicilia), il suo libro preferito per bambini, a cui ha fatto riferimento per Una serie di sfortunati eventi. Ha anche pubblicato un libro di citazioni umoristiche prese dalla serie, Horsedarish: Bitter Truths You Can't Avoid (Rafano: le peggiori verità che non puoi evitare).
Ha anche scritto The Composer is Dead (Il compositore è morto), un giallo creato per introdurre i lettori giovani agli strumenti dell'orchestra, anche se ideato come semplice lavoro dell'Orchestra Sinfonica di San Francisco. In un'intervista con il fansite 667 Dark Avenue, Handler ha alluso a molti libri di Lemony Snicket incentrati sul mondo di Una serie di sfortunati eventi.